# Аарън Уан-Бисака
Аарън Уан-Бисака (роден 26 ноември 1997 г.) е конгоански професионален футболист, защитник на Уест Хям Юнайтед.
Уан-Бисака израства в юношеския отбор на Кристъл Палас и дебютира за основния състав през 2016 г.
Избран е за играч на годината на Кристъл Палас в края на сезон 2018/19.
През лятото на 2019 г. е привлечен от Манчестър Юнайтед, с трансфер на стойност от 50 млн. паунда.